# Bobacella
Bobacella — рід цикадок із ряду клопів, які зустічаєтся у Палеарктиці.

## Опис
Цикадки розміром 4—5 мм. Кремезні, веретновідні, зазвичай короткокрилі, з широкою головою. Bobacella corvina є єдиним представником у СРСР.